# 21380 Devanssay
21380 Devanssay è un asteroide della fascia principale. Scoperto nel 1998, presenta un'orbita caratterizzata da un semiasse maggiore pari a 2,2719998 UA e da un'eccentricità di 0,2045899, inclinata di 6,62164° rispetto all'eclittica.